# Citi Open 2012
Citi Open 2012 — профессиональный теннисный турнир, проводившийся в Вашингтоне, США на хардовых кортах.
Мужской турнир проводится в 44-й раз, имея в этом году категорию ATP 500 и входя в цикл турниров US Open Series; женское же соревнование проводится лишь во 2-й раз и принадлежит к международной категории.
Турнир был проведен с 28 июля по 5 августа 2012 года, параллельно олимпийскому турниру.
Прошлогодними чемпионами являются:
- одиночный турнир среди мужчин —  Радек Штепанек
- одиночный турнир среди женщин —  Надежда Петрова
- парный турнир среди мужчин —  Микаэль Льодра /  Ненад Зимонич
- парный турнир среди женщин —  Саня Мирза /  Ярослава Шведова

## US Open Series

### Мужчины
К третьей соревновательной неделе борьба за бонусные призовые выглядела следующим образом:
| Место | Игрок             | Турниров 1 | Побед | Очков |
| ----- | ----------------- | ---------- | ----- | ----- |
| 1-2   | Сэм Куэрри        | 1          | 1     | 70    |
| 1-2   | Энди Роддик       | 1          | 1     | 70    |
| 3-4   | Ричардас Беранкис | 1          | -     | 45    |
| 3-4   | Жиль Мюллер       | 1          | -     | 45    |
| 5     | Майкл Расселл     | 2          | -     | 30    |
| 6-9   | Джон Изнер        | 1          | -     | 25    |
| 6-9   | Маринко Матошевич | 1          | -     | 25    |
| 6-9   | Раджив Рам        | 1          | -     | 25    |
| 6-9   | Го Соэда          | 1          | -     | 25    |
| 10-15 | Леонардо Майер    | 1          | -     | 15    |
| 10-15 | Ксавье Малисс     | 1          | -     | 15    |
| 10-15 | Николя Маю        | 1          | -     | 15    |
| 10-15 | Кэй Нисикори      | 1          | -     | 15    |
| 10-15 | Джек Сок          | 1          | -     | 15    |
| 10-15 | Мэттью Эбден      | 1          | -     | 15    |

* — Золотым цветом выделены участники турнира.
1 — Количество турниров серии, в которых данный участник достиг четвертьфинала и выше (ATP 250/500) или 1/8 финала и выше (ATP 1000)

## Соревнования

### Мужской одиночный турнир
Александр Долгополов обыграл  Томми Хааса со счётом 6-77, 6-4, 6-1.
- Долгополов выигрывает 1й турнир в сезоне и 2й за карьеру в основном туре ассоциации.
- Хаас уступает 2й финал в сезоне и 11й за карьеру в основном туре ассоциации.

### Женский одиночный турнир
Магдалена Рыбарикова обыграла  Анастасию Павлюченкову со счётом 6-1, 6-1.
- Рыбарикова выигрывает 1й турнир в сезоне и 3й за карьеру в туре ассоциации.
- Павлюченкова с 4й попытки уступает финал турнира ассоциации.

### Мужской парный турнир
Доминик Инглот /  Трет Конрад Хьюи обыграли  Кевина Андерсона /  Сэма Куэрри со счётом 7-67, 6-79, [10-5].
- Хьюи и Инглот выигрывают свои дебютный титулы в основном туре ассоциации.

### Женский парный турнир
Сюко Аояма /  Чжан Кайчжэнь обыграли  Шанель Схеперс /  Ирину Фалькони со счётом 7-5, 6-2
- Чжан выигрывает 2й титул в сезоне и 3й за карьеру в туре ассоциации.